# Eriopyga chulumaniensis
Eriopyga chulumaniensis är en fjärilsart som beskrevs av Köhler 1968. Eriopyga chulumaniensis ingår i släktet Eriopyga och familjen nattflyn. Inga underarter finns listade i Catalogue of Life.